# Louis Daniel Champy
Pour les articles homonymes, voir Champy.
Louis Daniel Champy, né le 1er novembre 1763 à Vitteaux, mort en 1831, est un industriel français, maître de forges à Framont et Rothau dans les Vosges de 1786 à 1827, membre du Conseil des Fabriques et Manufactures sous l'Empire, et député des Vosges sous la Restauration.

## Débuts

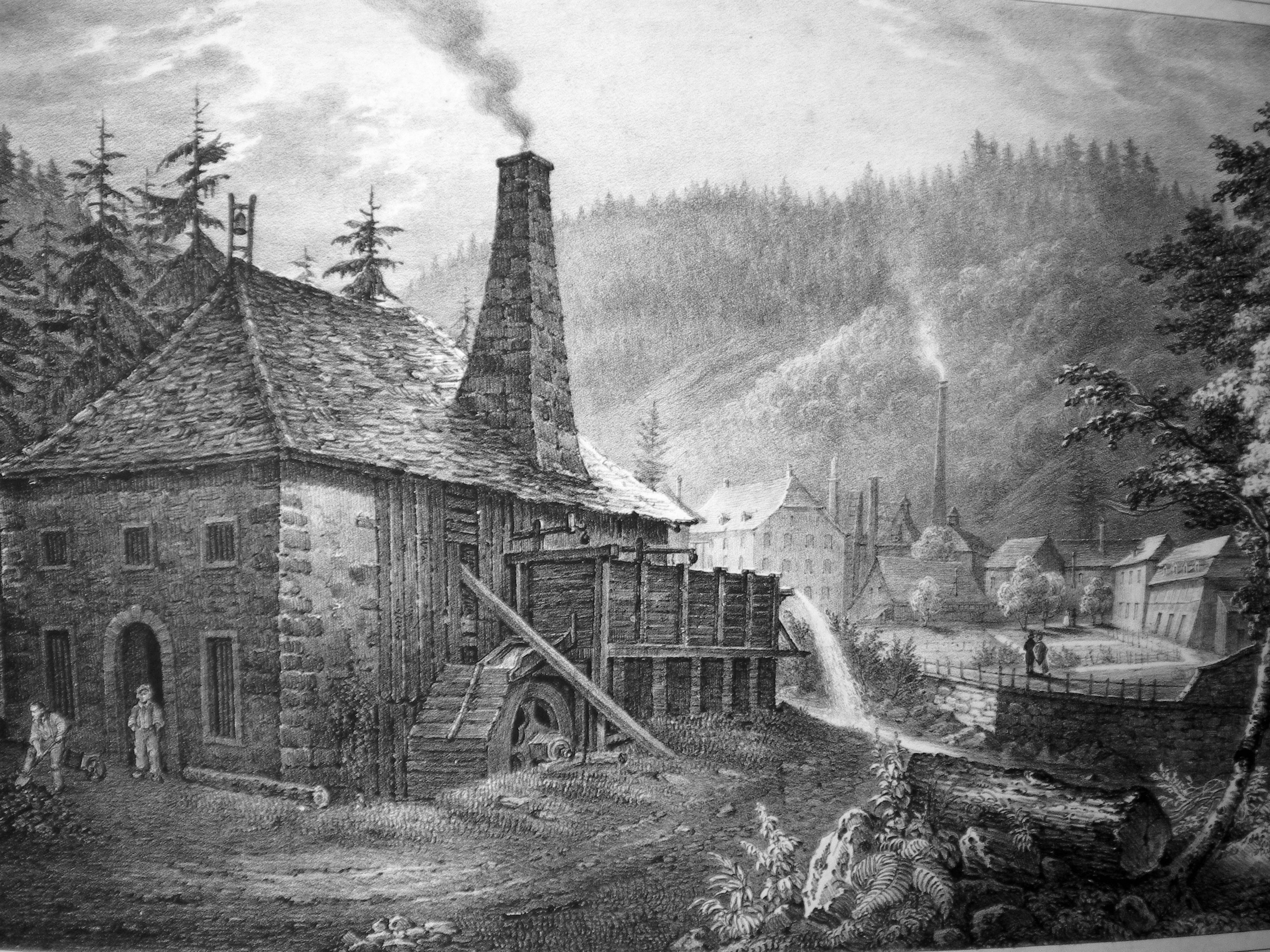
Forges de Framont

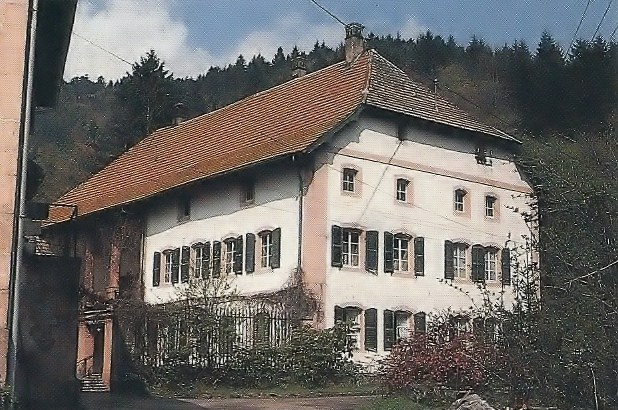
maison du maître de forges à Framont

Il naît en 1763 à Vitteaux, dans la Côte-d'Or, fils de Jean Champy et Jeanne Chouard, et arrive en Alsace en 1782 pour aider son oncle Bernard Chouard, régisseur des droits réunis pour la généralité et fermier des forges de Framont pour le compte du prince de Salm, dont les domaines forment alors une principauté indépendante au cœur des Vosges à proximité du Donon. Framont est sur le territoire de la commune de Grandfontaine et comprend plusieurs mines de fer de haute qualité ainsi que des forges exploitées depuis des siècles. L'ensemble (mines, forges et bâtiments d'habitation) a été très bien décrit par Gérard et Marie-Thérèse Fischer. Bernard Chouard en a repris le bail en 1778, associé à ses frères. D'abord commis aux forges, Louis Champy en assume la direction au décès de Bernard Chouard en 1786. Lors du renouvellement du bail de Framont avec le prince de Salm en octobre de la même année, il en devient l'un des fermiers, aux côtés de ses oncles Claude et Marc-Antoine Chouard. À la fin de 1788, Louis épouse sa cousine germaine, Eléonore Chouard, fille de Bernard. Le prince de Salm leur offre en cadeau de mariage un service à dessert en vermeil. Le ménage s'installe à Framont dans la confortable demeure du maître de forges (au fond sur la litho), remaniée par ses soins.
Dans les années qui suivent, Champy va considérablement développer Framont, donnant du travail à 1100 personnes, dont 400 dans l'usine, le reste dans les mines et les bois. Sa production est en 1789 de 16 000 quintaux de fonte et 9000 quintaux de fer, plus du double de forges importantes comme Audincourt ou Belfort. Seul, le Creusot a une capacité supérieure mais n'aura plus sous la Révolution qu'un seul haut fourneau en activité sur quatre. Comme l'écrit l'ingénieur Cavillier, les forges de Framont étaient sous la Révolution les plus importantes de France par la production.
Champy se mêle peu de politique, sauf pour adhérer à la Société des Amis de la Constitution à Strasbourg, aux côtés de Frédéric de Dietrich et de son oncle Michel Thomassin,. Cependant, un décret d'interdiction des exportations de blé à destination de Salm pris en décembre 1792 le force à sortir de sa réserve. Les habitants de la principauté menacés de famine lui demandent d'aller avec deux collègues plaider leur cause auprès de la Convention. Il passe plusieurs semaines à Paris mais n'obtient rien des autorités. Force est de demander la réunion de Salm à la France, accordée par décret le 2 mars 1793. Il lui reste à boire le calice jusqu'à la lie : accueillir trois envoyés de la Convention venus s'assurer du zèle révolutionnaire de ces nouveaux citoyens. Ce sont Goupilleau, Michel et le féroce Couthon qui sont désignés. On sait par le témoignage de Goupilleau que Louis Champy se met en quatre pour les accueillir chez lui, leur faire visiter les forges et les accompagner jusqu'à Strasbourg. Moyennant quoi, il est qualifié d'excellent citoyen  et Goupilleau ne tarit pas d'éloges sur lui. Pour parfaire son image, il sacrifie sur l'autel de la patrie quelque menue vaisselle d'argent. Il a pour l'instant gardé dans sa poche sa carte maîtresse : le caractère stratégique des forges en période de guerre !
Revenons aux affaires : Louis Champy avait un bail avec le prince de Salm qui se terminait en 1796. Or, d'un commun accord avec le prince, il décide en juin 1792 de négocier par anticipation le bail 1796-1805, dont il sera le seul preneur. L'épisode est très étonnant et on pourrait se perdre en conjectures sur leurs motivations respectives, si l'on ne savait qu'au début de  1792, le prince de Salm avait entamé une procédure d'échange de sa principauté avec le gouvernement français. Il semble donc que ce bail, signé le 5 juin 1792, était surtout destiné à rendre service à son fermier. Naturellement, le rattachement de Salm à la France en 1793 implique la nationalisation des mines et forges. Mais Champy réussit à faire entériner le nouveau bail par le directoire du département au prix de quelques modifications mineures. Les commentaires de l'administration provisoire de Senones méritent d'être cités : L'affection connue du ci-devant prince pour le citoyen Champy est motivée par une conduite loyale envers lui et obligeante envers les peuples... Cette affection ne paraît cependant pas avoir fait oublier au prince qu'il devait concilier ses inclinations particulières avec l'intérêt des domaines qu'il administrait. Les précautions qu'il a prises en demandant des renseignements à ses officiers chargés en son nom de cette administration, viennent à l'appui des motifs allégués par Louis Champy pour justifier la légitimité de son nouveau bail. Ce dernier explique dans un mémoire de juin 1793 qu'il avait besoin d'un délai de quatre ans pour préparer les investissements, les contrats d'approvisionnement et de vente, un argument qui laisse sceptique quand on sait que les précédents baux avaient été négociés un an environ avant leur entrée en vigueur, mais l'administration l'accepte. Voilà donc Champy fermier des forges nationales.

## Extension des affaires

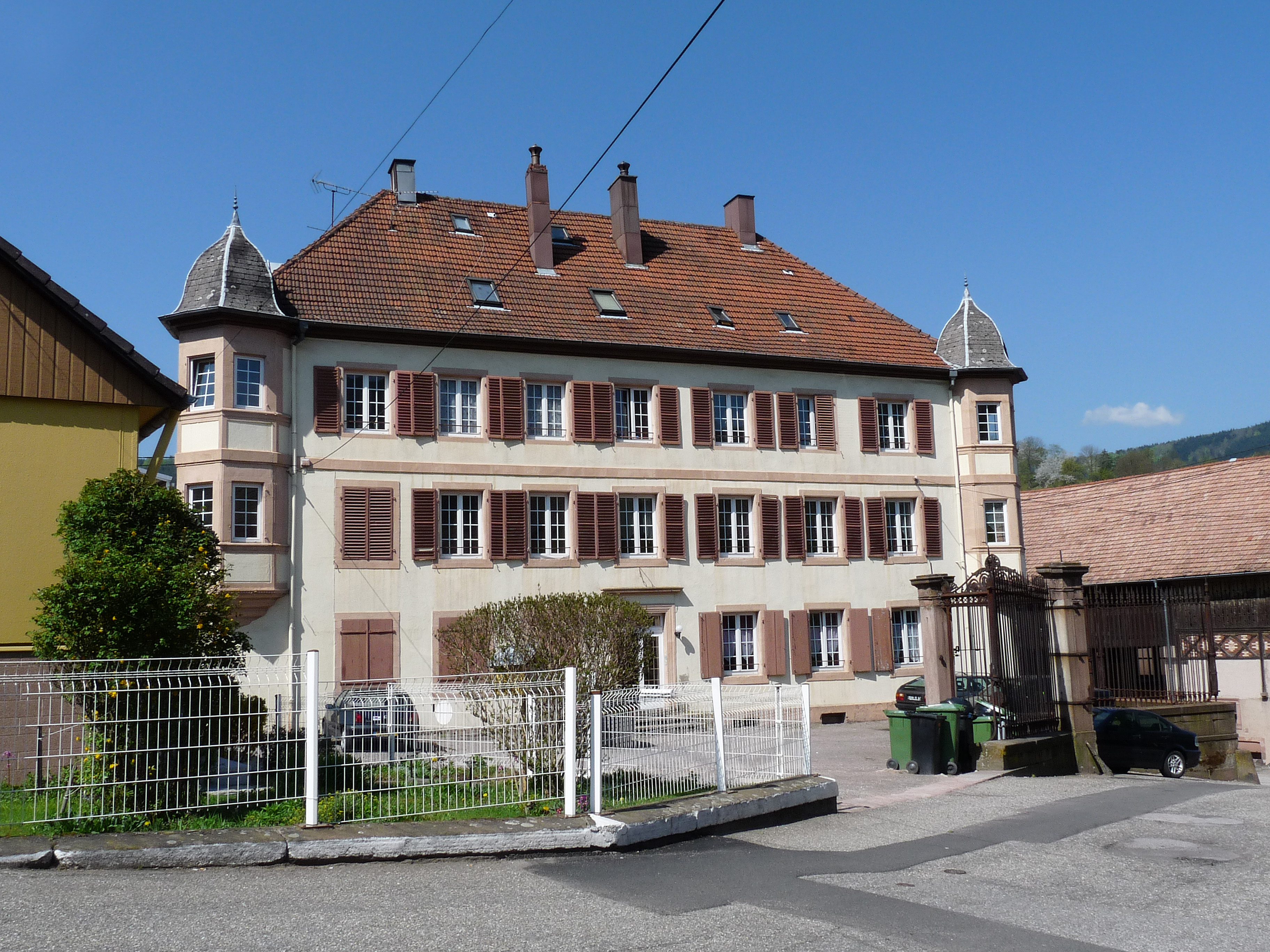
Château de Rothau

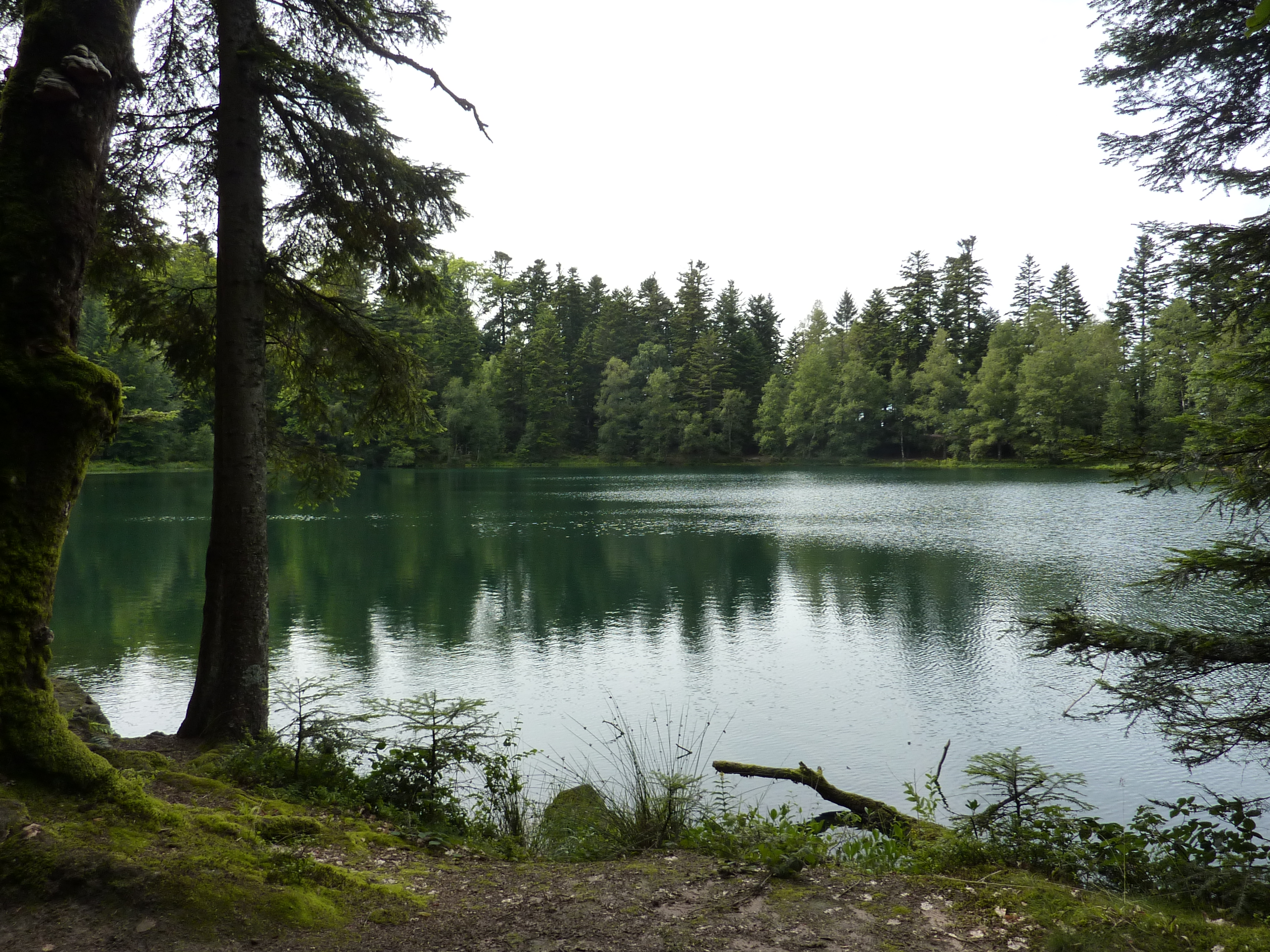
Lac de la Maix à Vexaincourt

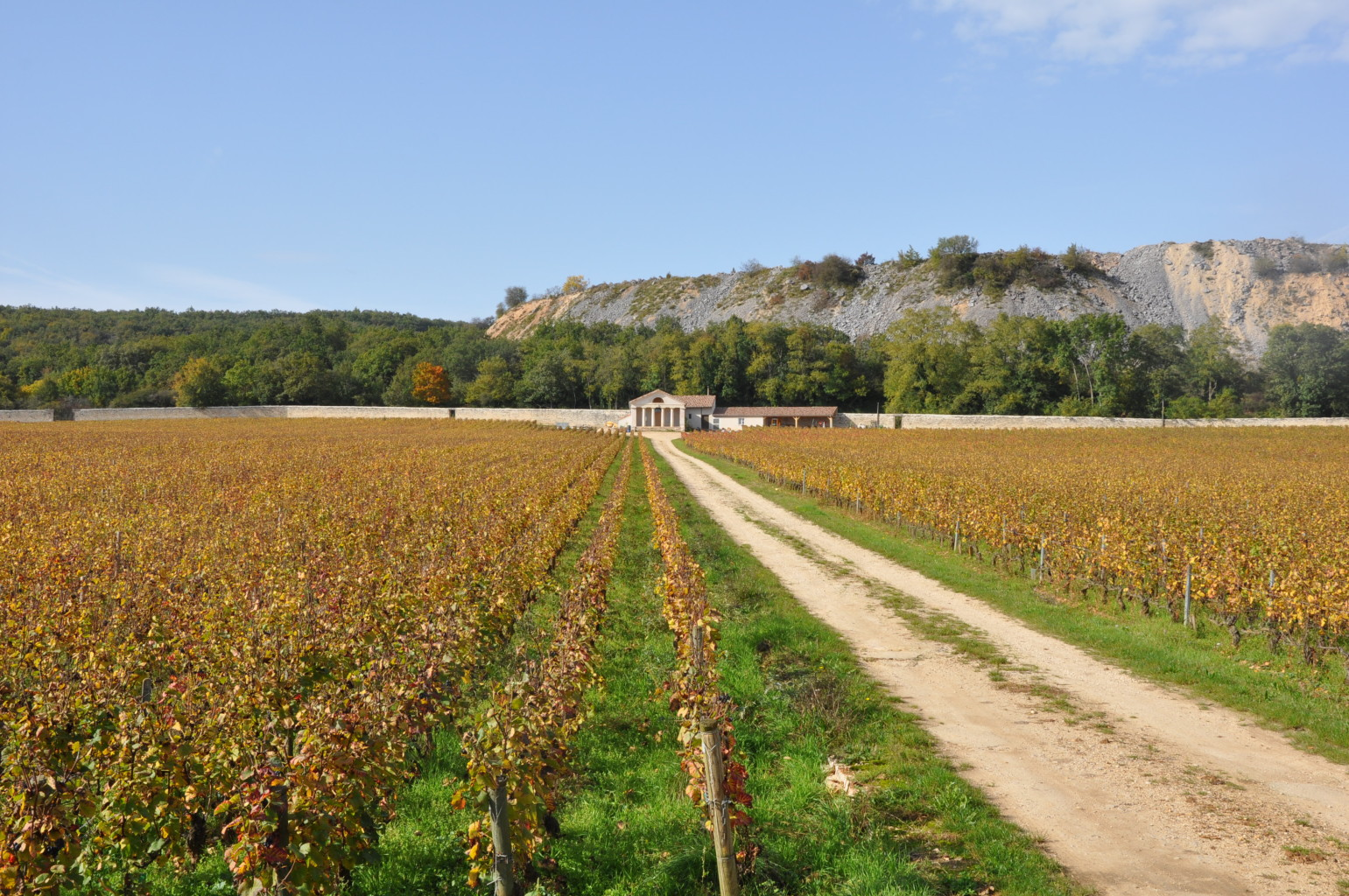
Clos de la Maréchale (photo lefrancbuveur.com)

L'étape suivante, on la devine aisément. Bien national, Framont est mis en vente en 1796. La loi du 18 mars a grandement facilité les choses : les ventes sont maintenant autorisées sans enchères, sur soumission, le prix étant fixé par des experts représentant les deux parties ; quant au paiement, il se fait en mandats territoriaux dont la valeur diminue chaque jour. À l'époque, Framont produit mille six cents tonnes de fonte, mille tonnes de fer en barres et  huit cents tonnes de tôles, avec deux hauts fourneaux et cinq feux de forge. Au cours de l'été, Louis Champy dépose une soumission  pour 174.000 livres et c'est son cousin Étienne, directeur des forges, qui mène la négociation pour son compte. Finalement, les experts fixent le prix de vente à 187.700 livres, accepté par l'acheteur. L'acte est signé le 5 juillet. À partir des tables de dépréciation du mandat établies l'année suivante, on a pu calculer le prix réel payé pour Framont : moins du tiers de l'expertise, qui était déjà très modérée. À la décharge de Champy : il n'a fait que saisir une occasion offerte par la législation en vigueur et il a eu le souci avéré de compenser l'insuffisance de ce prix. Il s'est d'abord tourné vers le prince Constantin de Salm qui vivait depuis 1791 dans son château d'Anholt en Westphalie, mais ce dernier avait été indemnisé comme les autres princes possessionnés par les négociations de Ratisbonne. Du coup, d'un commun accord avec le prince, Louis Champy a décidé de financer les bonnes œuvres locales, dont celles du célèbre pasteur Jean-Frédéric Oberlin qui n'attendait que cela ! Ce dernier l'a ainsi largement mis à contribution pour le financement de ses fameuses salles d'asile, en fait, des écoles maternelles.
En dehors de Framont, Champy n'a fait qu'un seul achat de bien national : le territoire des Hautes Chaumes et du lac de la Maix, vaste (637 hectares) mais peu productif, à proximité de l'ancien château de Salm où une dalle gravée garde le souvenir du passage de ses oncles Chouard en compagnie du prince souverain en 1779. Mais il n'a pas arrêté là ses acquisitions. Resté proche des Dietrich, il leur a racheté en 1799 pour 140.000 francs les forges de Rothau voisines, qui produisent aussi des fers de qualité (800 tonnes par an) et comptent environ 300 ouvriers, un haut fourneau et trois feux de forge. Rothau et Framont seront sous l'Empire les fournisseurs privilégiés des industries d'armement locales : manufactures de Klingenthal et de Mutzig, ou arsenal de Strasbourg. En 1805, il a repris le bail du domaine de Turquestein, anciennement à la famille de Beauvau, situé au nord de Framont et sur un autre versant du Donon. Et en 1810, il a acheté la petite forge de Grendelbruch, un peu plus bas dans la vallée de la Bruche. 
En mars 1800, d'un commun accord, Sibylle Ochs, veuve de Frédéric de Dietrich, et son fils Jean-Albert-Frédéric, dit Fritz, font appel à Louis Champy pour devenir actionnaire et cogérant des Forges du Bas-Rhin nouvellement créées, qui reprennent les forges de Jaegerthal, Niederbronn, Reichshoffen et autres de la famille. Parmi les nouveaux actionnaires, on trouve Michel Thomassin, les frères Chouard et le banquier Louis Prost qui vient de racheter l'hôtel de Dietrich de Strasbourg. J.A.F. de Dietrich, ainsi épaulé, était en train d'accomplir un superbe travail de redressement de l'entreprise quand il meurt prématurément en février 1806. Sa veuve, aussi courageuse que l'avait été celle de son père, reprend les affaires en main et vend en octobre à Champy un joyau du patrimoine familial, le comté du Ban de la Roche, qui s'étend sur huit communes des Vosges et comprend le château de Rothau (où il habitera à partir de 1820), plusieurs fermes et près de 2000 hectares de forêts. Cette transaction suscite une question : est-ce besoin d'argent ou volonté de détourner Champy de mettre la main sur les forges du Bas-Rhin, en lui donnant un os à ronger ? La famille et ses historiens considèrent que, tout en apportant son soutien à l'entreprise de redressement des forges, Louis Champy était en embuscade... La belle aventure vécue en commun au début de la Révolution est maintenant bien loin ! Mais peut-être aussi les Dietrich veulent-ils éviter de nouvelles difficultés avec les habitants du Ban de la Roche, qui défendent avec vigueur leur droit d'affouage. Sauf à mettre des gardes partout, cette situation est ingérable sur le terrain, car les habitants ont toujours tendance à abattre comme bois de chauffage du bois d'œuvre. C'est donc Champy qui hérite de ces difficultés et est rapidement assigné devant les tribunaux. Après un long procès au cours duquel le pasteur Oberlin joue les bons offices, il cède à leurs revendications et leur accorde un tiers des surfaces en 1813, en échange de la fin du droit d'affouage.
À Strasbourg, il a d'abord loué un appartement dans l'hôtel Roederer, rue des Veaux (Pierre-Louis Roederer était allié aux Guaita, maîtres verriers à Saint-Quirin, dans les Vosges, non loin de Framont), puis s'est installé en 1797 dans un hôtel sis 124 Grand'Rue, suffisamment spacieux pour qu'il l'utilise aussi comme entrepôt. Enfin, en 1806, il a racheté l'hôtel de la princesse Christine de Saxe (tante de Louis XVI) au 27 de la rue des Juifs, demeure plus de réception qui est par la suite devenue le siège de l'archevêché. Parmi ses autres acquisitions, on peut citer en 1820 les forêts des Choiseul Meuse au Howald, qui, jointes à celles qu'il avait déjà, formeront un bel ensemble de quelque 2500 hectares sur lequel il pratiquera une sylviculture active, en liaison avec les ingénieurs de la toute nouvelle École forestière de Nancy, qui le conseillent sur le choix des espèces, les implantations ou la valorisation des produits dans son réseau de scieries ; dans le sens inverse, les reboisements effectués par Champy seront présentés comme des plantations modèles étudiées au sein de l'École. Il aurait bien voulu pouvoir aussi conserver l'affectation des forges, c.-à-d. les forêts dont les coupes lui étaient auparavant réservées pour la fabrication du charbon de bois, soit 2000 hectares, en échange d'un engagement de reboisement, après avoir constaté que du fait des excès de la Révolution, le quart de ces forêts avait été transformé en friches. Mais cela lui a été refusé.  
Seul grand espace sur lequel il n'est pas intervenu : les Hautes Chaumes ; mais peut-être avait-il raison car l'ONF semble y avoir quelques difficultés ! On notera aussi qu'en raison des moyens de l'époque, de nombreuses parcelles restent inaccessibles et donc à l'état de forêt primaire, ce qui n'est plus le cas dans les Vosges depuis la mécanisation.  
L'activité débordante de Champy ne s'arrête pas à l'Alsace et il renforce parallèlement ses liens avec la Côte-d'Or, en Bourgogne. En 1800, il achète le château de la Chaume à Corgoloin, au nord de Beaune, qui va lui servir de base pour se constituer un domaine viticole dans les côtes de Nuits et de Beaune. Pour bien comprendre sa démarche, il faut rappeler qu'au XVIIIe siècle, Vitteaux était encore entouré de vignobles et qu'on y trouvait des Drouhin, Patriarche et autres Bouchard, tous noms de grandes familles du négoce. Il y a en outre à Beaune une maison Champy, la plus ancienne de la ville, fondée par de proches cousins. Il achète donc des vignobles à Chambolle-Musigny, Morey-Saint-Denis, Premeaux-Prissey, Corgoloin, Pommard, Volney, ainsi que plusieurs chais et bâtiments d'exploitation. À Premeaux, il crée un clos qui sera le fleuron de ses domaines, de près de dix hectares, ceint de murs par ses soins et doté d'un pavillon en forme de temple grec, qu'il aurait bien voulu faire appeler le clos champy, mais qui est connu sous le nom de clos de la maréchale. Ce sont ses amis Marey-Monge, propriétaires entre autres de la romanée-saint-vivant, qui le conseillent dans ses achats. L'ensemble de ses vignobles représentera 47 hectares, presque autant que les grandes maisons de négoce, mais nettement moins, bien sûr, que les Marey-Monge. Autour des vignobles, il construit un deuxième cercle, fait de bois et de fermes, à Barges, Longecourt, Thorey, Aiserey, Villy-le-Moutier, Corberon et Savigny. Les bois de Savigny à eux seuls s'étendent sur 750 hectares, ce qui fait dire à Pierre Lévêque que Champy est devenu le premier propriétaire de la Côte, devant le comte de La Loyère.

## Problématique des forges
Sous la Révolution et au début de l'Empire, l'activité de Framont et Rothau est des plus satisfaisantes. Champy est fier du succès de ses fers, qu'il n'a aucun mal à placer. Ils constituent le gros des approvisionnements de Klingenthal, dont la réputation en matière d'armes blanches a dépassé les frontières. Les premiers soucis arrivent avec la crise de 1811. L'année précédente, le corps des mines a été créé et la surveillance des mines et forges est institutionnalisée. Un des points qu'ils vont soulever est celui de l'utilisation du charbon de bois. On constate partout les effets dévastateurs de l'utilisation intensive du bois de nos forêts à cet usage, d'autant qu'à côté des forges, les verreries en sont aussi grosses consommatrices. Et la vallée de la Bruche offre la possibilité d'envoyer à Strasbourg bois de chauffage et bois d'œuvre par flottage. Comme en outre le reboisement est souvent négligé, la matière première devient rare et chère ; son renchérissement sera continu au début du XIXe siècle. En face, l'usage du charbon de terre, la houille, tend à se répandre. Certes, Champy dispose sur ses terres de plusieurs tourbières, mais l'utilisation de la tourbe dans les forges ne peut rester que limitée. 
L'ingénieur François Michel de Rozière prend à partie Louis Champy et lui reproche de ne pas utiliser la houille. Faux, répond ce dernier, qui affirme qu'il l'utilise déjà pour le martinet, la platinerie, la fenderie et le laminoir.  Il ajoute : Je serai empressé à l'étendre à d'autres usages aussitôt que je serai convaincu que je le puis sans compromettre la réputation de mes fers. Autrement dit, il n'est pas encore prêt à sauter le pas et à utiliser la houille dans ses hauts fourneaux. Il n'a pas complètement tort, car le procédé en est encore à ses débuts en France et la transformation de la houille en coke a besoin d'être améliorée. Mais le mouvement est irréversible et c'est là que les handicaps de Framont vont apparaître.  
Le premier est géographique : les forges sont au milieu des montagnes, dans une vallée en cul-de-sac difficile d'accès et mal desservie (le chemin de fer n'arrivera dans la vallée de la Bruche que beaucoup plus tard). Le deuxième tient aux progrès de la productivité qui incitent à rechercher des volumes beaucoup plus importants pour faire des économies d'échelle. Difficile dans un espace aussi contraint. Le troisième tient aux nouveaux marchés qui s'ouvrent avec la révolution industrielle. Que pèse le marché de niche des sabres de Klingenthal face à tous ces besoins ? 
Là-dessus se greffe l'épuisement attendu et en cours des filons métallifères. Certes, les ingénieurs des mines sont venus en nombre, fascinés, pour rechercher au fond des galeries des échantillons minéralogiques que l'on ne trouve nulle part ailleurs, comme la phénacite de Framont, qui forme quelquefois des cristaux si beaux que l'on peut les monter en bijoux. Mais les mêmes, comme l'éminent géologue Léonce Elie de Beaumont, le futur secrétaire perpétuel de l'Académie des Sciences, sont les premiers à tirer le signal d'alarme et Champy ne peut que constater la baisse des rendements jusqu'au point où l'extraction n'est plus rentable. Il est clair que la fermeture des mines, les unes après les autres, enlève aux forges le seul avantage qui leur restait. 
En 1811, en réponse à l'enquête lancée par le gouvernement, Louis Champy indique que ses deux établissements de Rothau et Framont emploient 1350 personnes, presque autant que sous le Directoire. Malgré les difficultés qui s'accentuent, il ne baisse pas les bras et investit dans deux laminoirs, à Rothau en 1813 et à Framont en 1817. Mais cela ne suffit pas et il doit fermer progressivement la forge de Rothau entre 1822 et 1826. S'ajoute à cela un problème d'emploi du temps : élu à la Chambre à partir de 1820, il ne peut plus mener de front la gestion des forges, celle des vignobles (où il continue d'investir) et les séjours à Paris pour les sessions parlementaires. Il trouve une solution en 1825 : il vendra à son fils aîné Michel les forges et mines, à charge pour ce dernier de pérenniser l'activité. L'acte de vente est signé à Schirmeck le 28 mai 1827 et le prix est arrêté à 500.000 francs, terrains industriels de Rothau compris, ainsi que le territoire des Hautes Chaumes et du lac de la Maix.

## Activités politiques
Au début de la Révolution, les sympathies de Champy le portent naturellement vers le parti de Frédéric de Dietrich, d'autant que deux de ses proches, son frère Claude et l'oncle Thomassin, font partie de l'équipe de ce dernier. Il fera ensuite preuve de prudence dans ses négociations avec les représentants de la Convention, et d'opportunisme. C'est en juin 1800 qu'il accède à des activités publiques, nommé membre du conseil d'arrondissement de Saint-Dié. En mars 1802, il entre au Conseil général des Vosges, siège qu'il gardera de nombreuses années.
En 1810, il est nommé au Conseil des Fabriques et Manufactures nouvellement créé, seul représentant de l'Est de la France dans ce conseil qui à l'époque comprend 24 membres. On pourrait s'en étonner car en Alsace et en Lorraine, il y a plusieurs industriels d'importance au moins égale et il n'était que numéro deux sur la liste proposée par le préfet des Vosges. L'explication est peut-être à rechercher dans ses liens de famille : Marc-Antoine Sirugue, maire de Vitteaux et proche parent des Champy par ses deux sœurs, est le beau-frère d'Hugues Maret, duc de Bassano et secrétaire d'État à l'Intérieur... Voilà donc Champy de retour à Paris, mais cette fois-ci pour une mission plus durable que celle de 1793.
En 1814, le nouveau pouvoir, désireux de se l'attacher, lui octroie la Légion d'honneur, que le comte d'Artois vient personnellement lui remettre en octobre. Mais en 1815, pendant les Cent-Jours, Louis Champy assiste à la cérémonie du Champ de Mai et reçoit des mains de Napoléon l'aigle destinée au département des Vosges. Et il aide matériellement à la formation des corps francs du Bas-Rhin, commandés par le colonel Nicolas Wolff, qui luttent contre l'envahisseur. Cela ne l'empêche pas de se présenter en août 1815 aux élections législatives, évidemment sans succès ! Soupçonné d'activités bonapartistes, puis d'être carbonariste, il est mis sous surveillance par les préfets des Vosges et du Bas-Rhin, qui plaident néanmoins sa cause en expliquant qu'il est trop attaché à sa fortune pour prendre ce genre de risques. En 1819, il est nommé au Conseil supérieur du commerce.
Le 13 novembre 1820, il est enfin élu député des Vosges. À Paris, il loue une maison de campagne rue La Boétie et siège avec les constitutionnels jusqu'en 1824. Il n'est réélu qu'en 1827, mais comme les élections ont été annulées du fait d'irrégularités, il doit se représenter en août 1828. Il obtient alors une forte majorité, seul de l'ancienne députation à être réélu. Il siégera cette fois avec les libéraux de centre gauche.
Hors de la Chambre, il est mêlé à un incident politique survenu en 1825-26 à Strasbourg. Sous l'Empire et la Restauration, il a beaucoup été mis à contribution par les princes de Salm : en 1808, c'est lui qui organise et finance le transfert des cendres des princes dans un nouveau caveau après les destructions de la Révolution ; en 1816, on lui demande de s'inquiéter des seigneuries de Pulligny et d'Ogeviller laissées par les princes en France, pour savoir ce qui peut être récupéré ; à plusieurs reprises, il doit payer des factures ou prêter de l'argent aux membres de la famille... En 1824, le prince Constantin souhaite avoir une résidence à Strasbourg ; il demande donc à Champy de lui chercher une location et de la meubler. Le prince s'y installe en juillet 1825. C'est le moment qu'il choisit pour se convertir à la religion protestante, religion qui est celle de sa troisième épouse mais il a toujours nié qu'elle l'ait influencé. La nouvelle est mal reçue à Paris et Charles X lui fait savoir qu'il doit quitter la France. Il part au début de 1826, publie aussitôt une relation des faits  et dans une lettre à Champy de 1827, il dit qu'il n'y reviendra pas tant que l'esprit et le fanatisme jésuitique y domineraient.

## Religion

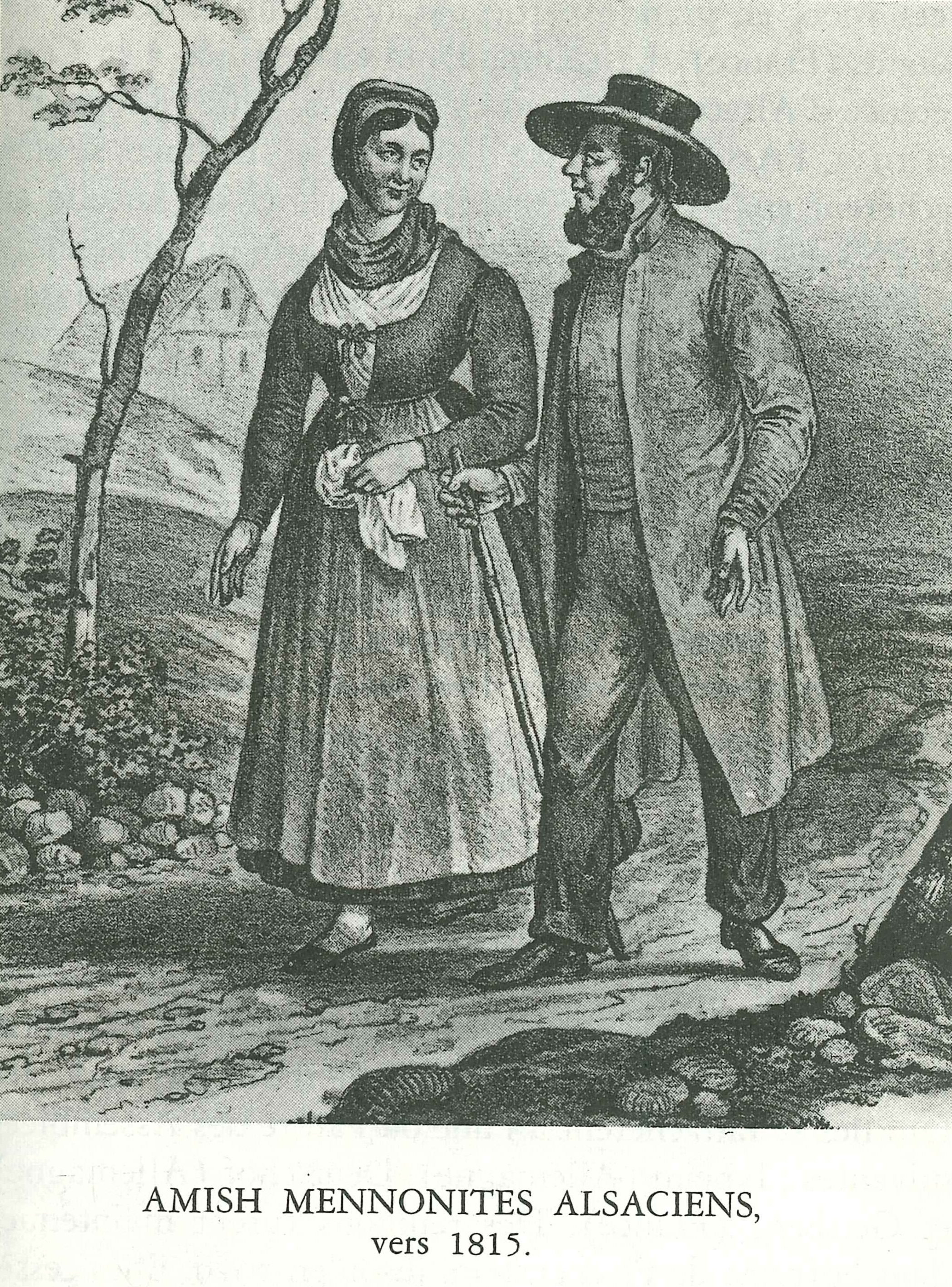
des Amish Mennonites alsaciens

Pendant la Révolution, beaucoup de catholiques, la quasi-totalité même dans l'Ouest, éprouvent de la sympathie pour les prêtres réfractaires. Bien qu'eux-mêmes catholiques, les Champy épousent les idées révolutionnaires. Le jeune frère de Louis, Claude, si actif dans les sociétés révolutionnaires à Strasbourg, écrit ainsi un pamphlet contre le pape. L'oncle Thomassin, responsable au sein de la municipalité du département de police, est chargé d'aller recueillir dans les couvents les prestations de serment des religieux et s'acquitte avec zèle de sa tâche.
Sous l'Empire, on adhère volontiers aux loges maçonniques. Charles Popp, le commissaire général de police et beau-frère de Louis, est vénérable de la loge la Concorde à Strasbourg. Louis Champy lui-même affiche une signature trois points. À Rothau et dans la haute vallée de la Bruche règne un œcuménisme de bon aloi. L'influence de Jean-Frédéric Oberlin y est certainement pour beaucoup. Champy se laisse morigéner par lui quand le pasteur juge qu'il a brimé ses ouailles et soutient largement ses bonnes œuvres. Mieux, il lui demande de lui trouver un précepteur pour ses deux fils. Oberlin a la main heureuse : il choisit le jeune pasteur Goepp, qui fera une brillante carrière en Alsace et à Paris au temple des Billettes. Toujours à Rothau, fonctionne l'excellent système du simultaneum, ou utilisation de la même église par les deux cultes, catholique et protestant ; trop beau pour durer, il y sera mis fin sous le second Empire...
Sur les territoires que contrôle Louis Champy, sont installées plusieurs censes anabaptistes. Les anabaptistes (ou anabaptistes-mennonites), pourchassés par Louis XIV en raison de leur religion et de leur refus de s'intégrer, se sont réfugiés dans des endroits isolés et difficiles d'accès des Vosges. Une partie d'entre eux a rejoint à la même époque le mouvement Amish, dont les règles sont plus sévères. Les uns et les autres sont censiers, c.-à-d. locataires, et souvent établis dans des marcairies, ou fermes d'altitude produisant du fromage. On en trouve aux Hautes Chaumes de Salm, au Ban de la Roche (à Bellefosse et au Sommerhof), et au Climont, dont la forêt appartient aussi à Louis. Ils sont d'autant plus coupés du monde qu'ils refusent le baptême et n'ont pas d'état civil. Les Champy apprécient la sagesse et l'éthique de ces communautés qu'ils aiment visiter au cours de longues randonnées. Ils y reçoivent le meilleur accueil, mais dans le climat d'intolérance religieuse qui règne alors, cela n'échappe pas à certains qui dénoncent en 1817 Louis Champy comme favorisant l'émigration des anabaptistes vers les États-Unis, terre promise de la liberté religieuse, où ils seront à l'origine de diverses communautés, dont celle des Amish est la plus connue. Le préfet n'a pas de mal à expliquer au ministre la fausseté de ces allégations, car Champy se priverait de fermiers difficilement remplaçables.

## Succession
Louis Champy meurt le 18 janvier 1831 à Strasbourg. Il avait eu trois enfants : Michel, Pierre et Hélène. Michel a épousé Elisabeth Prost, fille du banquier Louis Prost. Il vit dans l'ancien hôtel Dietrich, place du Broglie, où a été créée la Marseillaise, et est aux commandes des forges. Pierre, éternel opposant et républicain dans l'âme, sera adjoint au maire de Strasbourg puis député quarante-huitard du Bas-Rhin. Hélène est décédée prématurément, laissant de son mari Victor Latour de Foissac une fille. Ils choisiront de vendre la Bourgogne pour garder l'Alsace où ils sont nés, sans bien sûr savoir ce qu'il en adviendra quelques décennies plus tard.

## Sources
- « Louis Daniel Champy », dans Adolphe Robert et Gaston Cougny, Dictionnaire des parlementaires français, Edgar Bourloton, 1889-1891 [détail de l’édition]
- Anonyme, Louis Daniel Champy, maître de forges, député des Vosges, Paris 1913
- Pierre Lévêque, La Bourgogne sous la monarchie de Juillet, EHESS
- Paul Leuilliot, L'Alsace au début du XIXe siècle
- Frédéric Seillière, Documents pour servir à l'histoire de la principauté de Salm
- Denis Woronoff, L'industrie sidérurgique en France pendant la Révolution et l'Empire
- Denis Leypold, La métallurgie du fer dans le massif vosgien, Société savante d'Alsace, 1996
- Philippe Champy, La vente par la nation des forges de Framont en 1796, bulletin de la Société philomatique vosgienne, 1989
- Philippe Champy, Les Champy et les Chouard de Vitteaux, Nos ancêtres et nous, 1990, II
- Philippe Champy, Une page d'histoire révolutionnaire, Frédéric de Dietrich, Michel Thomassin et Claude Champy, Saisons d'Alsace, mars 1986
- Philippe Champy, Les boiseries de la Marseillaise, annuaire de la Société des amis du Vieux Strasbourg, 2011
- Philippe Champy, notices Bernard Chouard, Charles Popp et Michel Thomassin, Nouveau dictionnaire de biographie alsacienne (NDBA)
- Robert Lutz, Louis Champy, Nouveau dictionnaire de biographie alsacienne
- Jean Tulard, Louis Champy, Dictionnaire Napoléon
- Michel Hau, La maison de Dietrich de 1684 à nos jours, 1998
- Gérard et Marie-Thérèse Fischer, Mines et forges à Framont-Grandfontaine (aquarelles des forges reproduites)
- collection de la revue l'Essor, de Schirmeck